# Jössen
Jössen ist ein Ortsteil der Stadt Petershagen im Kreis Minden-Lübbecke in Ostwestfalen.

## Geographie
Zentral in Petershagen gelegen, grenzt Jössen im Osten an die Ortsteile Gorspen-Vahlsen und Ilse, im Norden an Windheim, im Westen durch die Weser getrennt an Kernstadt Petershagen, sowie im Süden an den Ortsteil Lahde. Bedingt durch die Weser im Westen und den Schleusenkanal im Osten hat sich für Jössen und Windheim eine Insellage ergeben.

## Geschichte
Jössen gehörte bis zu den Napoleonischen Kriegen zur Vogtei Windheim im Amt Petershagen des Fürstentums Minden. Der Ort gehörte von 1807 bis 1813 zum Kanton Windheim des napoleonischen Satellitenstaats Königreich Westphalen und kam 1816 zum neuen Kreis Minden. Bis 1972 bildete Jössen eine Gemeinde im Amt Windheim des Kreises. Bevor die Gemeinde bei der kommunalen Neugliederung am 1. Januar 1973 Teil der Stadt Petershagen wurde, hatte sie eine Fläche von 5,65 km² sowie 331 Einwohner (31. Dezember 1972). Jössen hatte am 31. Dezember 2022 316 Einwohner.

## Politik
Die Bevölkerung von Jössen wird gegenüber Rat und Verwaltung der Stadt Petershagen seit 1973 durch einen Ortsvorsteher vertreten, der aufgrund des Wahlergebnisses vom Rat der Stadt Petershagen gewählt wird.
Kerstin Henn ist als Ortsbürgermeisterin des Dorfes Jössen zurückgetreten, zurzeit ist Wilhelm Korte Ortsvorsteher von Jössen.

## Kultur und Sehenswürdigkeiten
Sehenswürdig und auch das Markenzeichen von Jössen ist das Storchennest.
Die Kulturgemeinschaft Jössen koordiniert die Termine der zahlreichen Jössener Vereine.

## Wirtschaft und Infrastruktur
Die Landwirtschaft des Ortes zeigt sich unter anderem in der Freilandhaltung von Schweinen, die man auf der sogenannten Schweinewiese begutachten kann. Jede Schweinefamilie hat eine kleine Hütte und freien Auslauf.
Jössen liegt westlich der Bundesstraße 482 und der Bahnstrecke Nienburg–Minden.